# Alice Deejay
Alice Deejay is een Nederlandse dancegroep, samengesteld door Pronti & Kalmani, Wessel van Diepen, Dennis van den Driesschen en DJ Jurgen en onder meer gevormd door Judith Anna Pronk. De productie van deze groep lag in handen van Danski (Dennis van den Driesschen) & Delmundo (Wessel van Diepen). Samen met Angelique Versnel en Mila Levesque als achtergronddanseressen heeft de groep tot november 2002 over de gehele wereld opgetreden.

## Biografie

### Groepsleden
De groep bestond uit de muziekproducenten Pronti (Sebastiaan Molijn), Kalmani (Eelke Kalberg), Danski (Dennis van den Driesschen), DJ Delmundo (Wessel van Diepen), DJ Jurgen en zangeres Judith Anna Pronk. Mila Levesque en Angelique Agerkop waren de vaste achtergronddanseressen. De casting en samenstelling van de podiumact in de periode 1999-2002 werd gedaan door Wendelien van Diepen.

### Beginjaren en succes
Alice Deejay bracht hun eerste single uit in 1999. Better Off Alone werd een grote hit in het Verenigd Koninkrijk, waar het nummer hoog in de hitlijsten belandde en platina werd. Het in november uitgebrachte Back in My Life werd eveneens een succes. Hoewel in Nederland Back in My Life als eerste single van Alice Deejay geldt, werd DJ Jurgens Better Off Alone internationaal als "Alice Deejay"-single uitgebracht. Het eerste en tevens enige album van de groep, Who Needs Guitars Anyway?, werd op 11 april 2000 uitgebracht. In het Verenigd Koninkrijk haalde het de album top 10. Ook de daaropvolgende drie singles Will I Ever, The Lonely One en Celebrate Our Love haalden in Het Verenigd Koninkrijk de top 20, al behaalde iedere single een lagere plaats dan zijn voorganger. Hetzelfde gebeurde in Nederland, waar, op Celebrate Our Love na, iedere single in de top 20 terechtkwam.

### Einde en nieuwe formatie
Op 9 november 2002 trad de groep voor het laatst op, tijdens een show in Utrecht. In 2004 werd een nieuwe groep gevormd onder de naam Candee Jay. De overeenkomsten met Alice Deejay waren groot en de groep had twee hits te pakken.
Na de succesvolle jaren van Alice Deejay, verlieten Pronk, Levesque en Agerkop de groep. Pronk werkt sindsdien als een professioneel visagiste en is onder andere te zien geweest in het Net5-programma Model in 1 dag. Levesque slaagde aan de Dansacademie Lucia Marthas in Amsterdam en danst nog steeds. In 2003 bracht ze de single Lift me Up uit voor een reclame voor lolly's, waarmee ze in Nederland in de top 20 terechtkwam. Tegenwoordig is ze bekend onder de naam Mila Lazar. Agerkop startte in 2004 haar eigen bedrijf, AV Performing Productions, en geeft daarmee les aan zangers, bands en commerciële optredens.

## Discografie

### Albums
| Album met eventuele hitnotering(en) in de Nederlandse Album Top 100 | Datum van verschijnen | Datum van binnenkomst | Hoogste positie | Aantal weken | Opmerkingen |
| ------------------------------------------------------------------- | --------------------- | --------------------- | --------------- | ------------ | ----------- |
| Who Needs Guitars Anyway?                                           | 2000                  | 29-4-2000             | 27              | 30           |             |

### Singles
| Single met eventuele hitnotering(en) in de Nederlandse Top 40 | Datum van verschijnen | Datum van binnenkomst | Hoogste positie | Aantal weken | Opmerkingen                     |
| ------------------------------------------------------------- | --------------------- | --------------------- | --------------- | ------------ | ------------------------------- |
| Better Off Alone                                              |                       | 3-4-1999              | 9               | 15           | DJ Jurgen presents Alice Deejay |
| Back in My Life                                               |                       | 30-10-1999            | 4               | 15           | Dancesmash op Radio 538         |
| Will I Ever                                                   |                       | 13-5-2000             | 8               | 10           | Dancesmash op Radio 538         |
| The Lonely One                                                |                       | 2-9-2000              | 19              | 5            | Dancesmash op Radio 538         |
| Celebrate Our Love                                            |                       | 2-12-2000             | 25              | 6            | Dancesmash op Radio 538         |

| Single met hitnotering(en) in de Vlaamse Ultratop 50 | Datum van verschijnen | Datum van binnenkomst | Hoogste positie | Aantal weken | Opmerkingen |
| ---------------------------------------------------- | --------------------- | --------------------- | --------------- | ------------ | ----------- |
| Back in my life                                      | 1999                  | 27-11-1999            | 11              | 16           |             |
| Will I Ever                                          | 2000                  | 10-6-2000             | 20              | 11           |             |
| The Lonely One                                       | 2000                  | 23-9-2000             | 25              | 6            |             |
| Celebrate Our Love                                   | 2000                  | 20-1-2001             | 39              | 4            |             |